# Andrea Doria als Neptun
Andrea Doria als Neptun (Ritratto di Andrea Doria come Nettuno) ist ein allegorisches Gemälde des manieristischen Malers Bronzino, das den Genueser Condottiere, Admiral und Staatsmann  Andrea Doria in der Gestalt Neptuns, des Gottes der Meere darstellt. Es hängt in der 
Pinacoteca di Brera in Mailand.
In diesem Bild, dessen allegorische Bedeutung leicht zu entziffern ist, präsentiert sich der Genueser Admiral und erfolgreiche Seeheld Andrea Doria in der Gestalt des Herrschers der Meere, Poseidon, der schon früh mit dem römischen  Neptun gleichgesetzt worden ist. Betrachtet man  Leben und Taten Andrea Dorias, so ist das ein überzeugender Vergleich. 

## Neptun
Neptun (griech. = Poseidon) war in der antiken Mythologie der unbestrittene Herr der Meere, der ganze Inseln im Meer versinken lassen oder auch neu erschaffen konnte, dem die Seefahrer ausgeliefert waren, und den sie mit dem Opfer von Pferden, die dem Neptun gefielen, zu besänftigen suchten. Seine Waffe war der Dreizack, mit dem er das Meer aufwühlte und die Erde zum Beben bringen konnte. 

## Andrea Doria
Der berühmteste Seeheld seiner Zeit war Andrea Doria, umworben von Königen und Machthabern, die sich seine Dienste sichern wollten. 

Andrea Doria, der zu Beginn seiner militärischen Karriere reichlich Erfahrung in der Führung von Landtruppen machen konnte, begann seine Laufbahn zur See, als er schon die vierziger Jahre erreicht hatte. Zunächst überwachte er mit seiner Flotte das ligurische und das tyrrhenische Meer, wobei es ihm gelang, die Piratennester zu zerstören und deren Flotte unter der Führung des berüchtigten Seeräubers Codoli zu schlagen. In den Auseinandersetzungen zwischen Karl V. und Franz I. konnte er die französische Mittelmeerküste für die Franzosen zurückerobern. Nach der Niederlage Frankreichs in der Schlacht von Pavia trat er in den Dienst von Clemens VII. als Kommandant der päpstlichen Flotte. Während der Auseinandersetzungen zwischen Papst und Kaiser, die mit dem verhängnisvollen Sacco di Roma endeten, gewann die päpstliche Flotte zwar alle Seeschlachten, konnte aber die Niederlage zu Land nicht ausgleichen. Andrea Doria löste den Vertrag und kehrte in französische Dienste zurück. Nach dem Rückzug der Franzosen aus Genua kehrte er für längere Zeit in seine Heimatstadt zurück. Er war maßgeblich an der Reform der Republik und ihrer Verfassung beteiligt. Die Stadt verlieh ihm den Titel “Liberator et Pater patriae” (“Befreier und Vater des Vaterlandes”). 

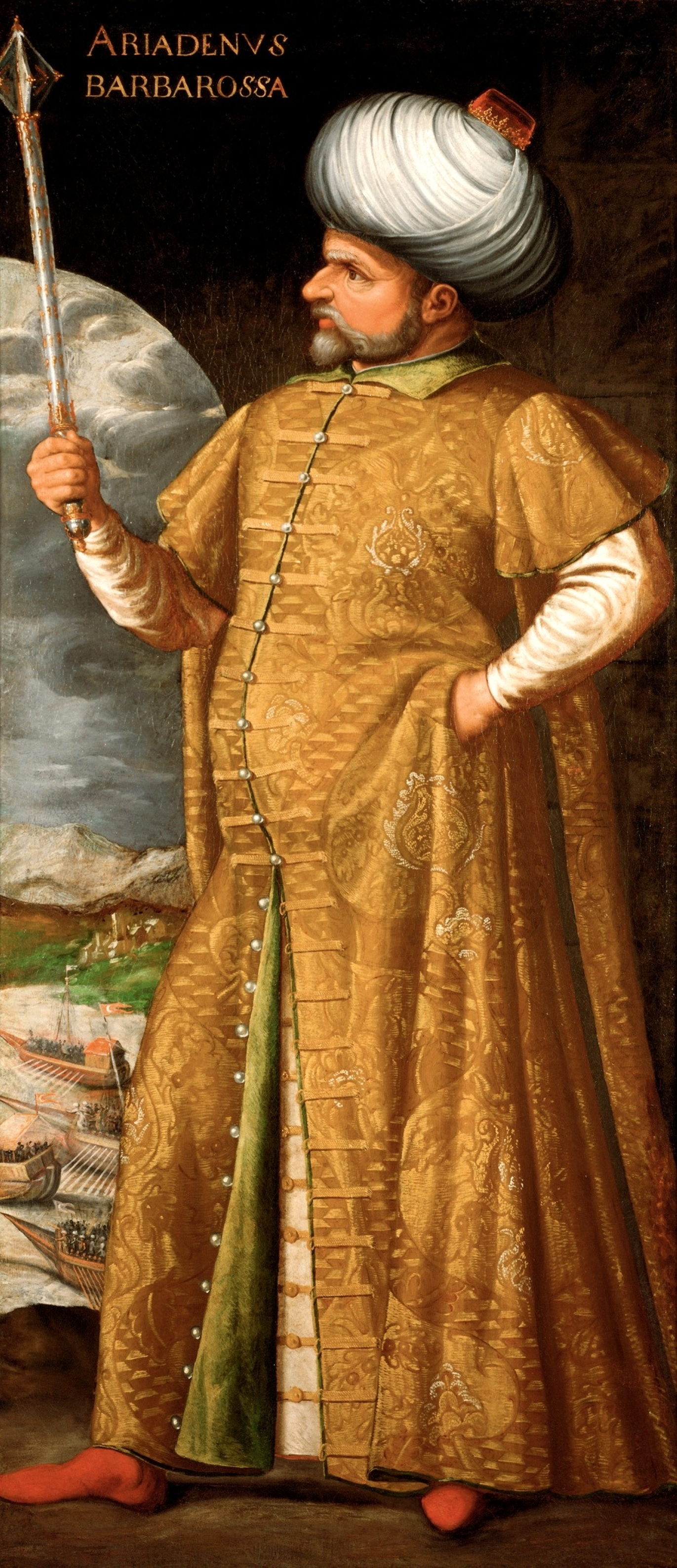
Khizir Khayr ad Dîn, genannt Barbarossa

Im Zuge der Auseinandersetzungen mit den Türken, stürzte er sich von neuem in den Seekrieg. Er übernahm ein Flottenkommando und gewann – wie gewohnt – die meisten Schlachten. Mit seiner geschickten Taktik konnte er seinen ebenbürtigen türkischen Gegner Khizir Khayr ad Dîn, genannt Barbarossa, in Schach halten. 
Andrea Doria setzte sich erst im hohen Alter zur Ruhe: 1555, als er die Achtziger bereits weit überschritten hatte, übergab er das Kommando an seinen Neffen Giovanni Andrea Doria.

## Bildbeschreibung
Das Bild ist ein Dreiviertelportrait. 
Bronzino stellt Andrea Doria in seinem Bild als kraftvollen, athletischen Mann dar, der die vierziger Jahre sicher überschritten hat und dessen Haar und Bart bereits ergraut sind.
Der halbnackte Condottiere steht vor einem mächtigen Schiffsmast, um den ein kräftiges Tau mit vier engen Schlingen gewickelt ist. Andrea Doria hat ein von oben rechts herunterfallendes graues Segeltuch so nachlässig um seine Hüfte und den linken Oberschenkel geschlungen, dass sein Geschlecht kaum bedeckt wird: Demonstration männlicher Potenz als Zeichen für die  Kraft und Stärke des erfolgreichen Kriegers. 
Bronzinos Darstellung hat im Vergleich zu als authentisch akzeptierten Bildnissen nur wenig Portraitähnlichkeit. Es folgt vielmehr der überkommenen Neptunikonographie. Sein kurz geschnittenes Haupthaar, das wellige Schläfen- und Barthaar und der lange gelockte Schnurrbart erinnern an die grauen Wellen eines leicht bewegten Meeres. Der ganze Körper ist sonnengebräunt und schimmert golden in dem von der rechten Seite einfallenden Licht, das auch das nach rechts gewendete Gesicht mit den strengen dunklen Augen und den vollen Lippen, das noch kaum von den Spuren des Alters gezeichnet ist, wirkungsvoll beleuchtet. Mit der rechten Hand packt er einen langen Dreizack, in der griechischen Mythologie die Waffe und das Attribut des Poseidon. Die drei Zacken sind auf die in Gold gefasste Inschrift  A.DORIA  gerichtet, die  in römischer Antiqua in den Mast eingeschnitten ist, eine Schriftart, die in der Renaissance mit Vorliebe für Denkmäler von Königen und Herrschern benutzt wurde, der also durchaus imperiale Ausstrahlung anhaftet.

## Kunsthistorische Anmerkungen
Andrea Doria wurde schon von Zeitgenossen als ein neuer Neptun gerühmt. Geprägt wurde diese Vorstellung durch die schon seit der Antike und Vergil gepflegte Vorstellung von Neptun als einen Herrscher, dessen Macht sowohl auf seiner Stärke und Kraft als auch auf seiner Redegabe beruht. Laut einer Stelle in der Aeneis (I, 148-156), habe er nur mit seiner Rede die stürmischen Wellen, das heißt die aufgebrachte Masse, beruhigt. Durch diese Eigenschaften wurde Neptun zu einer idealen Verkörperung des tugendhaften, starken und überzeugenden Herrschers. 
Der Bildhauer Baccio Bandinelli hatte von Genua den Auftrag für eine überlebensgroße Skulptur des Andrea Doria bekommen, die aber nicht ausgeführt wurde und von der nur eine Zeichnung überliefert ist. Es wäre die erste überlebensgroße Aktfigur eines lebenden Menschen geworden, während bisher nur mythologische und biblische Personen nackt dargestellt worden waren. Laut der zeitgenössischen Kunsttheorie wäre die Darstellung eines nackten realen Menschen insofern kein Verstoß gegen das Decorum, wenn es sich nicht um ein individuelles Porträt handelt, sondern um die Darstellung einer Person als idealer Verkörperung der Herrschertugend.
Bronzino hat ein weiteres Mal einen Herrscher in mythologischer Gestalt gemalt, seinen Hauptmäzen, den toskanischen Großherzog Cosimo I. de’ Medici als Orpheus und ebenfalls als Aktfigur.